# Hertog van Brandon
Hertog van Brandon (Engels: Duke of Brandon) is een Britse adellijke titel. 
De titel hertog van Brandon werd gecreëerd in 1711 door koningin Anna voor James Hamilton, 4e hertog van Hamilton.
De familie Hamilton is nog steeds in het bezit van beide titels.

## Hertog van Brandon (1711)
- James Hamilton, 1e hertog van Brandon (1711–1712)
- James Hamilton, 2e hertog van Brandon (1712–1743)
- James Hamilton, 3e hertog van Brandon (1743–1758)
- James Hamilton, 4e hertog van Brandon (1758–1769)
- Douglas Hamilton, 5e hertog van Brandon (1769–1799)
- Archibald Hamilton, 6e hertog van Brandon (1799–1819)
- Alexander Hamilton, 7e hertog van Brandon (1819–1852)
- William Hamilton, 8e hertog van Brandon (1852–1863)
- William Douglas-Hamilton, 9e hertog van Brandon (1863–1895)
- Alfred Douglas-Hamilton, 10e hertog van Brandon (1895–1940)
- Douglas Douglas-Hamilton, 11e hertog van Brandon (1940–1973)
- Angus Douglas-Hamilton, 12e hertog van Brandon (1973-2010)
- Alexander Douglas-Hamilton, 13e hertog van Brandon (2010-heden)